# 布莱的酱料与小吃
布萊的酱料与小吃（英文：Blair's Sauces and Snacks）是一家1989年成立的美国零食公司，以其史高维尔指标极高的辣酱著称。在购买其产品时，消费者甚至要与公司签署一份声明书：如果因为太辣而导致的后果与公司无关。

## 公司历史
布萊的酱料与小吃是一间位于美國新澤西州的专注于辣味食品的公司。公司创始人是布萊·拉扎爾（Blair Lazar），他在新泽西海岸做酒吧招待时发明了死亡辣酱用以招徕客人，没想到该酱料大受欢迎，于是他改行开发辣酱并生产了一系列产品（例如甜蜜死亡、死后体验、突然死亡）。

## 公司产品

### 布萊的死亡辣酱
布萊公司生产了一系列死亡辣酱产品，从微辣的甜蜜死亡酱到奇辣无比的终极死亡酱。某些辣酱中还放了胡椒提取物以增加热感。
死亡辣酱按辣度排列：
- 甜蜜死亡辣酱（Sweet Death Sauce） - 最温和的死亡辣酱。
- 青辣椒死亡辣酱（Jalapeño Death Sauce） - 一种含墨西哥青辣椒的死亡辣酱。
- 原味死亡辣酱（Original Death Sauce） - 辣度35,000史高维尔指标[3]。
- 强化死亡辣酱（Salsa de la Muerte） - 辣度45,000史高维尔指标[3]。
- 纯正死亡辣酱（Pure Death Sauce） - 辣度48,000史高维尔指标[3]。
- 死后体验辣酱（After Death Sauce） - 辣度50,000史高维尔指标[3]。
- 超越死亡辣酱（Beyond Death Sauce） - 辣度99,760史高维尔指标[3]。
- 突然死亡辣酱（Sudden Death Sauce） - 辣度105,000史高维尔指标[3]。
- 超极死亡辣酱（Mega Death Sauce） - 辣度550,000史高维尔指标[3]。
- 终极死亡辣酱（Ultra Death Sauce） - 辣度800,000史高维尔指标[3]。

### 布莱的热辣精选
布莱的热辣精选（Blair's Heat Collection）是一系列风味奇异的辣酱，通常用作腌渍或蘸料。热辣精选系列包括：哈瓦内罗椒芒果（Habanero Mango）、青辣椒龙舌兰（Jalapeño Tequila）、烟熏青椒大满贯（Chipotle Slam）和山葵绿茶（Wasabi Green Tea）。

### 
布萊的一千六百萬儲備（Blair's 16 Million Reserve）为布萊·拉扎爾制备的現今世界上最辣的“辣椒醬”，辣味強度相當於1600萬史高维尔指标，此即為“布莱的一千六百万储备”的名字由來。
其實布莱的一千六百万储备是纯的辣椒素（capsaicinoids）结晶，并不是酱料。據布萊的發言表示，提煉出重一磅辣椒素必須使用數以噸計的辣椒，所以就算要將布莱的一千六百万储备對外流銷，都只能限量發售。布萊爾的一千六百萬精選有999瓶，最初市價為200美元，現已售完。

### 死亡之雨薯片
布莱公司还生产一系列不同风味的辣味薯片。布莱在这些薯片中加入了他特制的死亡之雨干辣椒粉。布萊的死亡之雨哈瓦内罗椒薯片（Death Rain Habanero Chips，黑色包装）是其中最辣的一款。其他较温和的口味有青辣椒奶酪（Jalapeño Cheddar）、烟熏青辣椒（Chipotle）、卡津酱（Cajun）、水牛城辣鸡翅（Buffalo Wing）以及哈瓦内罗奶酪（Parmesan Habanero）。

## 外部連結
- （英文）布莱公司官方网站 （页面存档备份，存于）
- （英文）Hot Sauce Blog （页面存档备份，存于）
- （英文）World's Hottest Hot Sauce - Blair's 16 Million Reserve （页面存档备份，存于）
- （英文）史高维尔指标排名 （页面存档备份，存于）
- （英文）布萊的一千六百萬儲備（Chilli World） （页面存档备份，存于）
- （英文）辣度排行榜（Chilli World） （页面存档备份，存于）